# Live from Uranus
Live from Uranus è un raro mini-album uscito solo in Giappone nel gruppo ska punk statunitense Less Than Jake. Contiene le versioni live di alcune canzoni tratte dai dischi Losing Streak, Pezcore e Goodbye Blue and White. L'album è stato registrato al Water Street Music Hall di Rochester nel 1997 e pubblicato dalla Capitol Records.

## Tracce
1. Liquor Store – 3:03
2. Time and a Half on 2nd Avenue and 6th Street – 2:36
3. Econolodged – 3:09
4. Just Like Frank – 2:00
5. Automatic – 2:39
6. Lockdown – 2:40
7. Never Going Back to New Jersey – 3:02
8. How's My Driving, Doug Hastings? – 1:33
9. Shindo – 2:46